# Peseckendorf
Peseckendorf is een plaats en voormalige gemeente in de Duitse deelstaat Saksen-Anhalt, en maakt deel uit van de Landkreis Börde.
Peseckendorf telt 224 inwoners.